# Boisset-et-Gaujac
Boisset-et-Gaujac là một xã trong tỉnh Gard thuộc vùng Occitanie, phía nam nước Pháp. Xã Boisset-et-Gaujac nằm ở khu vực có độ cao trung bình 128 mét trên mực nước biển.